# Фольксвер
Фольксвер (нім. Volkswehr) — організовані і озброєні військові частини в Німеччині і Австрії подібні до міліції, які під час революційних подій  створювалися для підтримання громадського порядку і захисту громадян і підлягали органам народного самоуправління. Ідея фольксверу була запозичена з досвіду  Великої французької революції, коли там була створена Національна гвардія на принципі Levée en masse, тобто призові до війська певного контингенту громадян для захисту завоювань революції.
В Німеччині регіональні загони фольксверу виникли під час революції 1848 року на основі загального військового обов'язку. Вони принципово відрізнялись від інших подібних загонів того часу тим, що їх коріння лежало у робітничому русі і вони були організовані на демократичних засадах, що серед іншого відбилося у виборності командування загонів. З правової точки зору вони були нелегітимними, бо в тодішніх умовах військові формування мали підлягати виключно монарху. Офіцері регулярної армії, які долучалися до фольксверу, підлягали суду військового трибуналу за порушення присяги і між листопадом 1848-го і лютим 1849 р. більше 300 таких порушників було засуджено до трьох років ув’язнення. 
Вдруге загони фольксверу виникли після Першої світової війни,  коли в Німеччині і в Австро-Угорщині повстали демократичні республіка і носієм суверенітету став не монарх, а народ, який отримував право на формування військові частин, як це здавна було заведено у Швейцарії.